# Mit den Augen der Liebe (1945)
Mit den Augen der Liebe (OT: The Enchanted Cottage) ist eine US-amerikanische Literaturverfilmung aus dem Jahr 1945, bei der John Cromwell Regie führte. Die Filmhandlung beruht auf Arthur Wing Pineros Romanze The Enchanted Cottage von 1923. Die Hauptrollen sind mit Dorothy McGuire und Robert Young sowie Herbert Marshall, Mildred Natwick und Spring Byington besetzt.  

## Handlung
Laura Pennington ist unscheinbar und von der Natur, was ihr Aussehen betrifft, arg benachteiligt worden. Laura ist klug und spürt sehr schnell, was in anderen Menschen vor sich geht, man könnte auch sagen, sie hat eine empfindsame Seele. Als Laura sich bei der Witwe Minnett um eine Stelle bemüht, hofft sie, dort gleichzeitig einen Ort zu finden, der ihre Heimat werden kann. Mrs. Minnett, die schon viel durchgemacht hat, mag Laura sofort und behält sie bei sich. Abigail Minnett vermietet den Seitenflügel eines Kastells, das vor mehr als zweihundert Jahren bis auf ebendiesen Seitenflügel ausgebrannt ist, an jungverheiratete, möglichst glückliche Paare, so war es in der Vergangenheit zumindest Tradition. So hat es auch ihr Mann gehalten, der im Ersten Weltkrieg fiel, und dessen Tod sie nie verwunden hat. 
Da sich ein junges Paar angemeldet hat, das bald heiraten will, kann sie Lauras Hilfe gut gebrauchen. Oliver Bradford und seine Verlobte Beatrice Alexander treffen am selben Tag wie Laura im Cottage der Witwe Minnett ein. Von dem Haus geht ein eigenartiger Zauber aus, den alle spüren, außer der eher oberflächlichen Braut, an der jeder Zauber abprallt. Ihr ist es nicht gegeben, das besondere Flair dieses Hauses aufzunehmen. Sie ist nur überaus aufgebracht, als beim Versuch ihres Verlobten Oliver, ihrer beider Namen den vielen, die sich bereits im bleigefassten Fenster befinden, hinzuzufügen, der Stein aus ihrem Ring bricht. Für die Witwe Minnett ist das ein Zeichen, dass das junge Paar einen schweren Schicksalsschlag erleiden wird. Und so ist es auch. Oliver wird zum Fliegerkorps eingezogen, was schlimme Folgen für ihn hat und auch die Eheschließung muss verschoben werden.
Zeitsprung: Mrs. Minnett erhält ein Telegramm von Oliver Bradford; er möchte das Haus auf unbestimmte Zeit mieten. Diesmal kommt er allein. Lauras Freude, Oliver wiederzusehen, ist ehrlich aber sie spürt auch eine seltsame Unruhe, so als wüsste sie, dass sich etwas verändert hat. Als sie Oliver im Halbdunkel antrifft, sieht sie im kurz aufflackernden Licht eines Streichholzes Olivers von einer Narbe schlimm entstelltes Gesicht. Beim sekundenschnellen Blick in seine Augen, spürt sie die schreckliche Verzweiflung, die ihn umtreibt, fast als wäre es ihre eigene. Sie kennt diese Angst, und die Blicke der Menschen, weil auch sie davon betroffen ist. 
Oliver weiß instinktiv, dass es nicht Mitleid ist, was Laura für ihn empfindet, sondern ehrliche Sympathie. Ein weiterer Freund wird ihm der blinde Pianist John Hillgrove, der Menschen ganz anders wahrnimmt als das sehende Menschen tun. Laura und Oliver kommen sich in diesen Wochen seines Verbleibs im Haus von Tag zu Tag näher. Dann jedoch erhält Oliver einen Brief seiner Eltern, der ihn so verunsichert, dass er einen Halt braucht und Laura bittet, seine Frau zu werden. Laura liebt ihn und nimmt den Antrag an, obwohl sie weiß, dass er sich in gewisser Weise nur an sie klammert, weil sie auch zu den „Benachteiligten“ gehört. Auch liegt es ihr am Herzen weiter mit ihm zusammen die Atmosphäre des alten verwunschenen Hauses, die gemeinsamen Spaziergänge durch den Wald und alles, was damit zusammenhängt, nicht zu verlieren. Die Zweisamkeit mit Oliver ist Laura kostbar, so etwas kannte sie zuvor nicht. 
Am Tag der Hochzeit wird Oliver bewusst, wie wichtig ihm Laura inzwischen geworden ist, und dass er nicht mehr ohne sie sein kann und will. Laura wiederum schmerzt es, dass sie hässlich ist und der Mann, den sie liebt, sie nie so sehen wird, wie sie es sich so sehr wünscht. Sie sucht und findet Zuflucht in der Musik. Als Chopins Etude op. 10 Nr. 3 erklingt, spüren beide, dass etwas mit ihnen geschieht, das sie verwandelt. Die Innigkeit dieser wunderbaren Musik bewirkt, dass sie sich plötzlich mit anderen Augen sehen, mit den Augen der Liebe. Daran kann auch das kurzzeitige Auftauchen von Olivers Eltern, die taktlos und völlig unsensibel sind, nichts ändern. Oliver hat sein Selbstvertrauen durch die Liebe Lauras wiederfinden können und Laura bleibt an seiner Seite. Beide schauen sich mit den Augen der Liebe an, denn wenn man jemanden wirklich liebt, ist er schön.

## Produktion, Veröffentlichung, Hintergrund
Gedreht wurde von Anfang Oktober bis zum 2. Dezember 1944. Es handelt sich um einen Film der RKO Radio Pictures.
Die Uraufführung erfolgte in den USA am 15. Februar 1945. In Deutschland startete der Film im Juli 1946 und in Österreich am 9. August 1946. 
Die DVD ist bisher nur in der englischen Originalversion erschienen: The Enchanted Cottage Archive Collection von Warner Brothers.
Mit den Augen der Liebe war Dorothy McGuires zweite Filmarbeit und wie schon in ihrem Debütfilm Claudia von 1943 war auch hier wieder Robert Young ihr Filmpartner. John Cromwell griff zu einem Trick, um Dorothy McGuire unterschiedlich auf den Zuschauer wirken zu lassen. Wurde sie durch die Augen der anderen gesehen, trug sie schlecht sitzende Kleidung, unvorteilhafte Frisuren und war völlig ungeschminkt. Wird sie aber mit den Augen der Liebe gesehen, passte die Kleidung perfekt und auch Frisur und Make-up trugen zu einem anderen Bild bei. Kostümbildner Edward Stevenson schuf dafür identische Kleidung für Dorothy McGuire, einmal schlecht sitzende, einmal perfekt passende.

## Rezeption

### Kritik
„Zunächst ist es nur Mitleid, das die unscheinbare Frau und den durch Kriegsverletzungen entstellten Flieger verbindet. Nach der Heirat löst jedoch tiefere Zuneigung das verbitterte Paar aus äußerer und innerer Vereinsamung. Trotz einiger Ungereimtheiten ein Liebesfilm, der mit diskreter Darstellung, einfallsreicher Bildführung und solider Inszenierung ansprechend unterhält.“

### Auszeichnungen
Roy Webb war 1946 mit seiner Musik für diesen Film in der Kategorie „Beste Filmmusik in einem Drama“ für einen Oscar nominiert, hatte jedoch das Nachsehen gegenüber Miklós Rózsa, der die Trophäe mit seiner Musik für den Thriller Ich kämpfe um dich (Spellbound) gewann.

### Weitere Verfilmungen
Erstmals wurde die Geschichte von Arthur Wing Pinero unter dem Titel The Enchanted Cottage 1924 verfilmt. May McAvoy spielte die Rolle der Laura Pennington und Richard Barthelmess die Rolle des Oliver Bashforth.
Eine weitere Verfilmung innerhalb der TV-Serie Lux Video Theatre: The Enchanted Cottage datiert vom 29. September 1955, Staffel 6, Folge 1. Teresa Wright spielte die Rolle der Laura Pennington, Dan O’Herlihy verkörperte Oliver Bradford. 